# Port Chalmers
Port Chalmers közigazgatásilag Dunedinhez tartozó település Új-Zéland Déli-szigetén, Otago régióban. 
Itt található a város kikötője, amely októbertől márciusig számos üdülőhajót fogad. Több korai Antarktisz-expedíció indult innen, köztük Scott kapitány útjai 1901-ben és 1910-ben. A Port Chalmers-i Tengerészeti Múzeumnak egy 1877-ben épült postaépület ad otthont.
A település jelenleg egyfajta művésztelep galériákkal, valamint a dunediniek kedvelt hétvégi kirándulóhelye.